# Остров (Волгоградская область)
Остров — хутор в Суровикинском районе Волгоградской области России. Входит в состав Качалинского сельского поселения.

## География
На хуторе имеется одна улица — Степная. Протекает р. Лиса.

## История
Решением Исполнительного Комитета Сталинградского Областного Совета депутатов трудящихся от 24 мая 1951 года № 20/846 было утверждено решение о перечислении хутора Остров Володинского сельского совета в административное подчинение Качалинского сельского совета.

## Население
| 2010 |
| ---- |
| 246  |

Население хутора в 2002 году составляло 240 человек.